# Sulestes
Sulestes — вимерлий рід Deltatheridiidae з крейди Узбекистану.